# Jeep Grand Wagoneer concept
Le Grand Wagoneer concept est un concept car de SUV du constructeur automobile américain Jeep. Il préfigure le prochain SUV Grand Wagoneer commercialisé à partir de 2021.

## Présentation
En janvier 2011, Sergio Marchionne, le directeur général du groupe Fiat, annonce lors de sa conférence de presse au salon international de l'automobile d'Amérique du Nord de Détroit, que le nom de « Grand Wagoneer » serait relancé avec un nouveau SUV de sept places qui devrait être mis en étude en 2013. 
Le 2 septembre 2013, la direction de Chrysler annonce que la production du nouveau Grand Wagoneer est repoussée en 2015 pour laisser libre champ au Dodge Durango, mais utilisera le concept du Grand Wagoneer comme base d'un SUV de luxe de grande dimension qui viendra concurrencer les Cadillac Escalade et Lincoln Navigator.
Le 3 septembre 2020, Jeeep présente le Jeep Grand Wagoneer concept, proche de la série, qui préfigure le prochain Grand Wagoneer commercialisé en 2021.

## Caractéristiques techniques
Le concept car Grand Wagoneer est basé sur la plateforme du Dodge Ram de 5e génération sorti en 2019.

### Motorisations
Le Grand Wagoneer concept est motorisé par un V8 5.7 essence hybride rechargeable.